# Макаретоло (Болоња)
Макаретоло (итал. Maccaretolo) је насеље у Италији у округу Болоња, региону Емилија-Ромања.
Према процени из 2011. у насељу је живело 593 становника. Насеље се налази на надморској висини од 14 м.